# Heiliger Gürtel

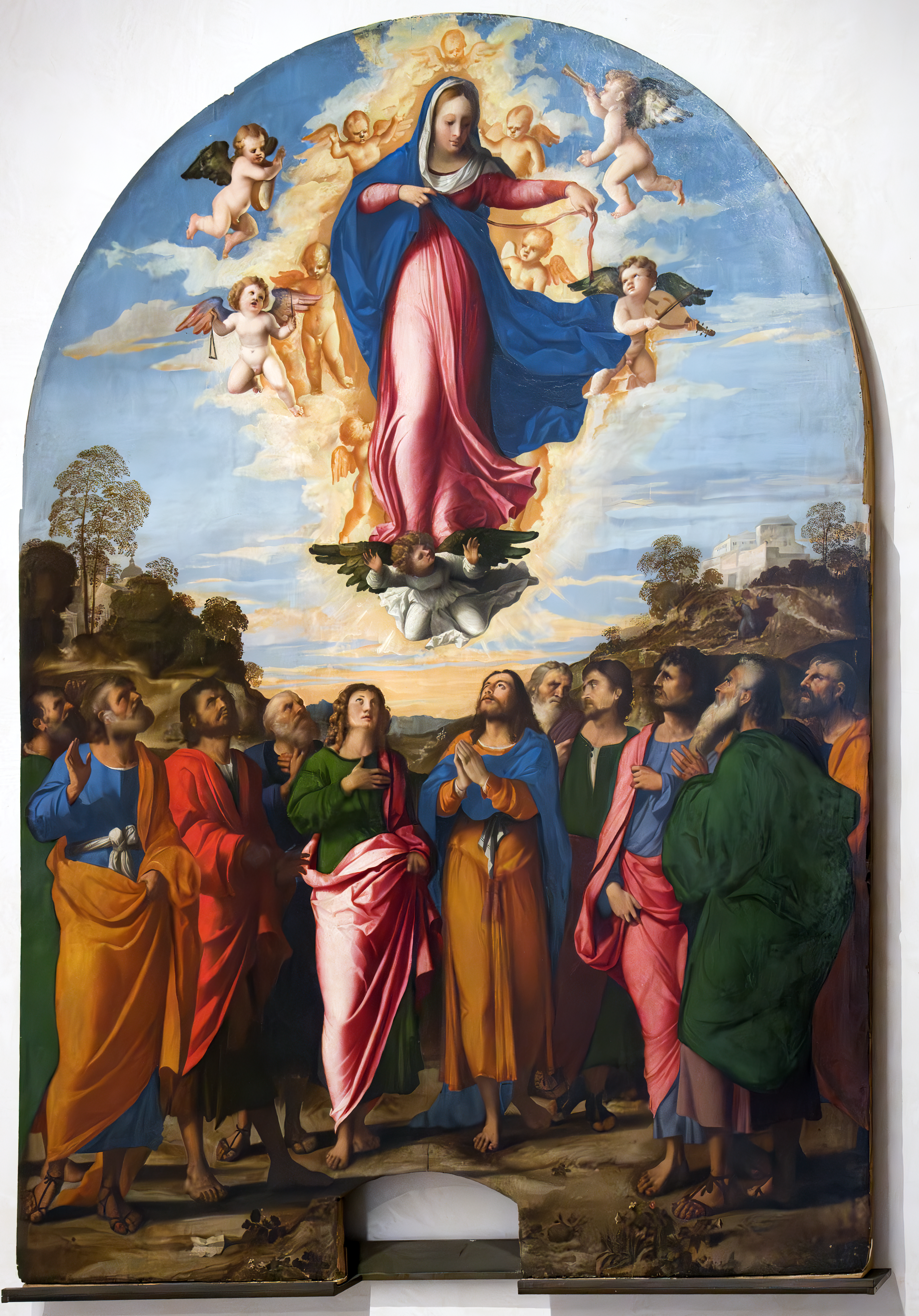
Mariä Himmelfahrt (Palma Vecchio), Maria löst ihren Gürtel, als der Apostel Thomas (kleine braune Figur, re. oberes Bild) die Szene im Hintergrund betritt

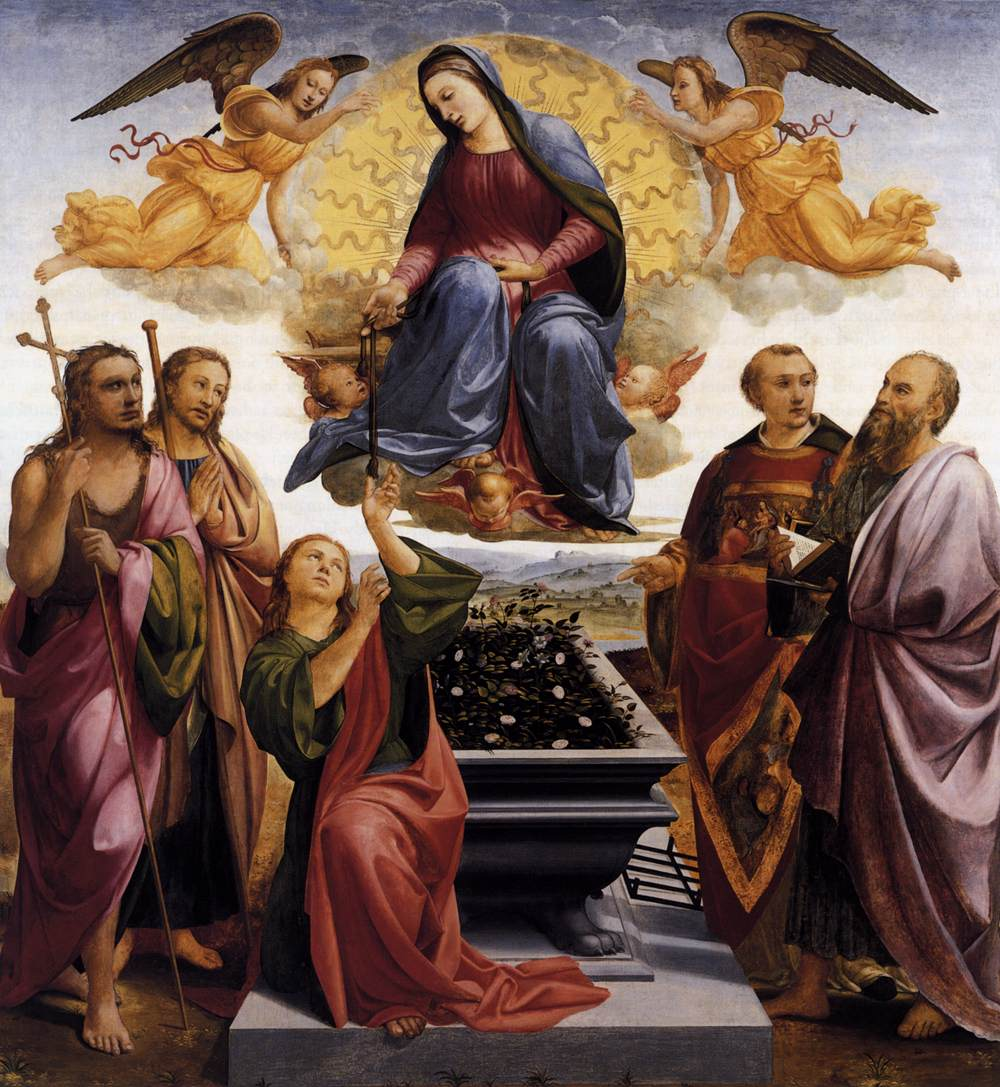
Mariä Himmelfahrt (Francesco Granacci)

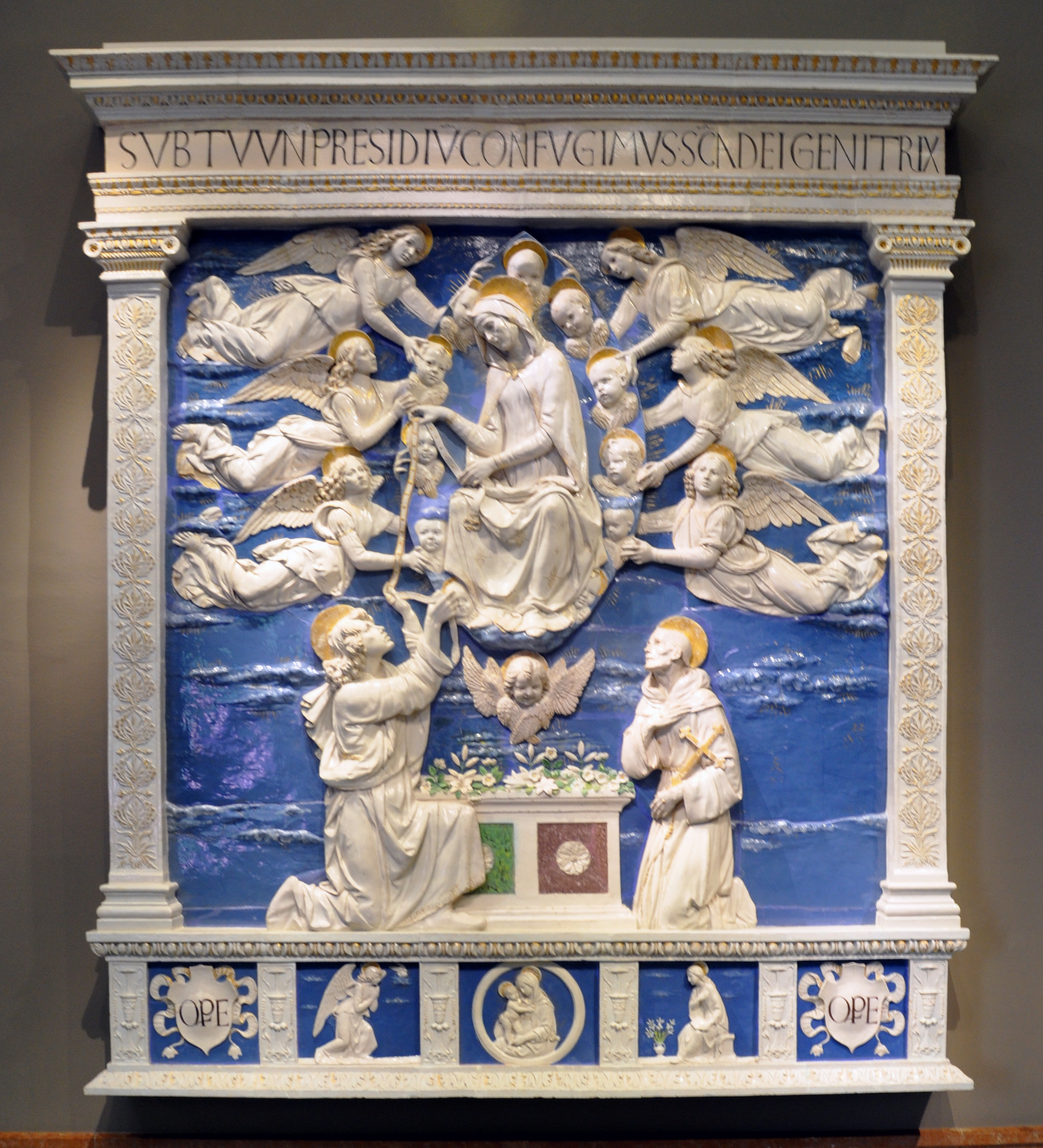
Altar der Himmelfahrt Mariae (Andrea Della Robbia), glasierte Terrakotta im Liebieghaus

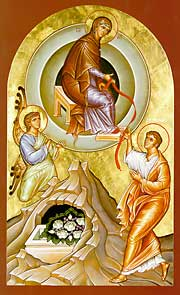
Die Jungfrau Maria reicht dem hl. Thomas ihren Gürtel vom Himmel herab

Der heilige Gürtel ist der Gürtel der Jungfrau Maria, der an verschiedenen Orten als Reliquie Mariens verehrt wird.

## Geschichte
Der Überlieferung nach fertigte die Jungfrau Maria den Gürtel während ihrer Schwangerschaft aus Kamelhaar selbst an und übergab ihn nach ihrer leiblichen Aufnahme in den Himmel in einer Erscheinung dem Apostel Thomas. Der Überlieferung nach war Thomas der einzige Apostel, der bei der leiblichen Aufnahme Mariens in den Himmel nicht anwesend war. Er zweifelte an dem Ereignis wie schon an der Auferstehung Christi. Deshalb erschien Maria dem Zweifler und reichte ihm ihren Gürtel als Beweis.

## Verehrung
Die Reliquie des heiligen Gürtels der Jungfrau Maria ist eine der am meisten verehrten Reliquien der orthodoxen Christenheit. Er wird auf dem Berg Athos (Griechenland) im Vatopedi-Kloster aufbewahrt. Der Gürtel der Madonna soll allgemeine Gesundheit bewirken und vor allem ungewollt Kinderlosen zu Nachwuchs verhelfen.
Eine weitere Gürtel-Reliquie findet sich im Dom von Prato in der Toskana. Im Jahre 1428 wurden Donatello und Michelozzo di Bartolomeo mit der Kanzel beauftragt, die dafür bestimmt ist, an Festtagen (normalerweise fünfmal jährlich) dem Volk die Sacra Cintola (heiliger Gürtel) zu zeigen. Die Capella della sacra cintola wurde von Lorenzo di Filippo zwischen 1386 und 1390 geschaffen und dient als Aufbewahrungs- und Verehrungsort für die Marienreliquie.
Reliquien werden und wurden in Rom, Aachen, Brügge, Arras, Prag, Cöln und  Andechs aufbewahrt.

## Ikonographie
Im Barock war die „Gürtelspende“ ein beliebtes Motiv der christlichen Ikonographie.

## Jesus als Gürtelspender
Beim Gnadenbild Maria vom Trost von St. Martin (Freiburg-Altstadt) ist die Jungfrau Maria mit einem schwarzen Ledergürtel umgürtet und das Jesuskind streckt dem Betrachter den Gürtel entgegen. Die Augustiner-Eremiten pflegten die Verehrung der Schwarzgürtel-spendenden Madonna meist in sogenannten Maria-vom-Trost-Bruderschaften und trugen den schwarzen Ledergürtel. In Oberigling gibt es zum Beispiel eine sogenannte Maria-Trost-Gürtelbruderschaft.